# Farkas család (bánegyházi)
A bánegyházi Farkas család Pest-Pilis-Solt-Kiskun vármegye, illetve a Jászkun kerület egyik legjelentősebb nemesi családja volt. A családból több tudós, országgyűlési képviselő , illetve felsőházi tag s kiskunhalasi főbíró került ki. A nemzetség református és katolikus ágra vált szét.
A család múltja a 17. század derekáig követhető nyomon, ekkor már a Kiskunság legjelentősebb birtokosai és tőzsérei voltak. Előnevüket az egykori Bánegyháza településről vették, melynek nagy része ma Imrehegy tartozéka. A bánegyházi Farkasok tulajdonosként vagy bérlőként egész Kecelt, valamint Kötöny, Szőlőshalom, Albertkopolya, Papszék, Pirtó, Tajó s Bodoglár nagy részét birtokolták. A család nevét viselik Kiskunhalas határában a Farkas kútja, Farkas állása és Farkas síkja helynevek.
Farkas Ábrahám 1683–1692 között többször volt halasi főbíró.
Farkas János 1699-ben nagyobb földbirtokkal és állatállománnyal rendelkezett mint a többi közbirtokos együttvéve. 1708-ban főhadnagyként 51 lovassal indult II. Rákóczi Ferenc táborába.
Farkas Gergely, Ábrahám fia, 1697–1727 között kisebb megszakításokkal folyamatosan viselte a főbírói tisztséget. Ő és öccse, Farkas János a magyar agártenyésztés meghatározó alakjai voltak.
A halasi katolikus temetőben 1814-ben Farkas Márton kálváriát állíttatott.
1817-ben Farkas Mihály Halas legnagyobb birtokosai között szerepel.
Az 1848–49-es forradalom és szabadságharc idején Farkas Sándor ügyvéd a halasi Csendre Felügyelő Választmány és a Középponti Választmány tagja volt. Farkas István önkéntesként harcolt a nemzetőrségben.
Farkas Imre (1837–1920) orvos, tanár, polihisztor, országgyűlési képviselő volt. Szülei bánegyházi Farkas Mihály (1809-1900) és Búza Zsuzsanna (1813-1896) voltak. Felesége Kolozsváry Róza.
Farkas Elek (1871–1956) mezőgazdász, felsőházi tag volt. Farkas Imre orvos és kolozsváry Róza fia.
Bánegyházi Farkas Antal vezérkari alezredes (1900–1943) a magyar Érdemrend Lovagkeresztjének tulajdonosa 1942-ben írta a Magyar Királyi Honvédség kétkötetes harcászati kézikönyvét. A Magyar 2. hadsereg kötelékében a VII. hadtest vezérkari főnök-helyetteseként részt vett a Szovjetunió elleni hadjáratban, s a Don-kanyarnál bekövetkezett súlyos emberveszteségek annyira megviselték, hogy 1943. január 17-én a bogyenníji kórház udvarán főbe lőtte magát. Rokona, Farkas Ilona férje, vitéz Oszlányi Kornél ezredes emberfeletti erőfeszítések árán szervezte meg a visszavonulás biztosítását, amiért a második világháborúban egyedüliként elnyerte a legmagasabb magyar katonai kitüntetést, a Katonai Mária Terézia-rend lovagkeresztjét.
Farkas Sándor (1875–1946) a kiskunhalasi járásbíróság elnöke volt.